# کارامل

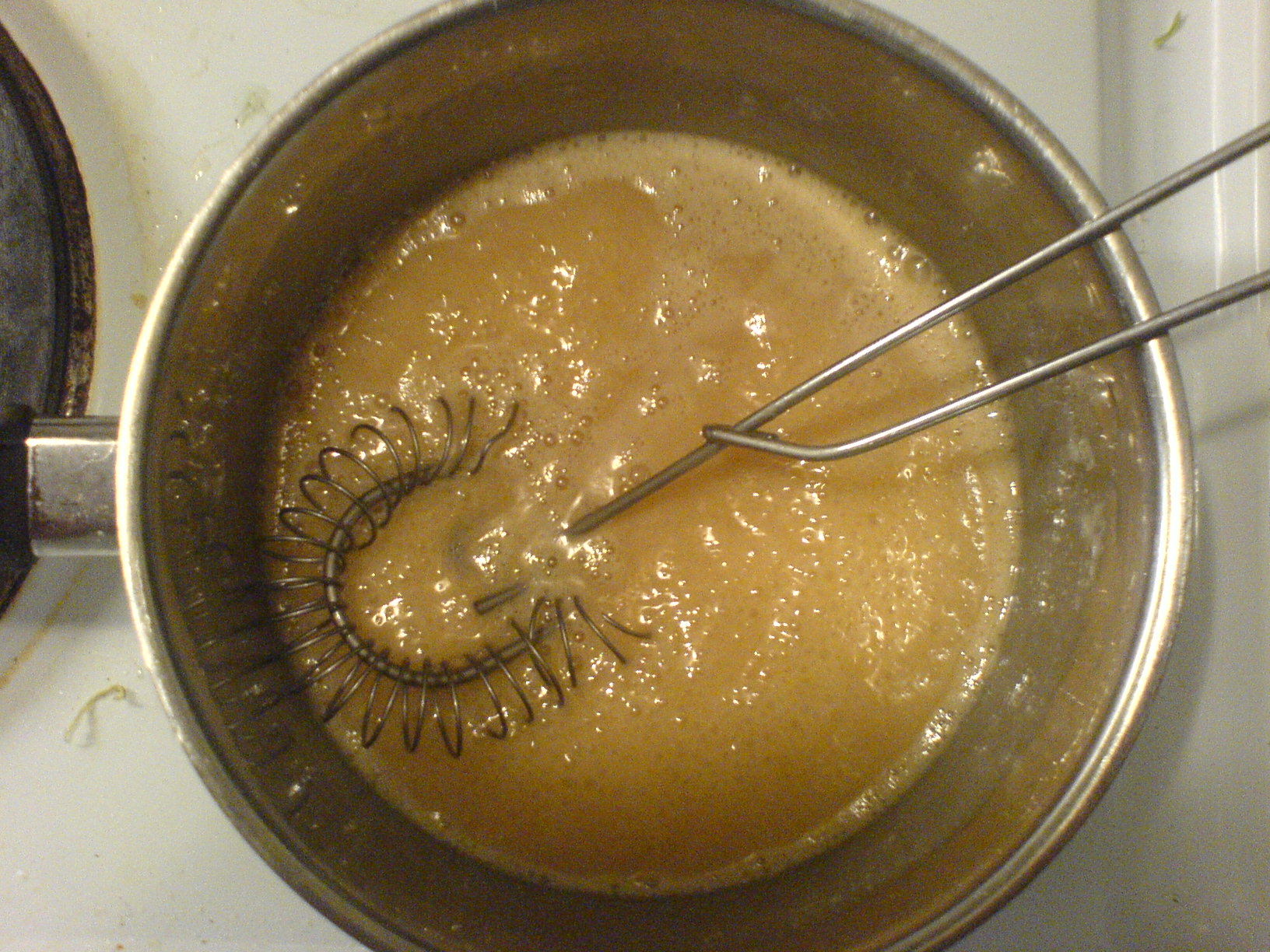

کارامل (به انگلیسی: Caramel) رنگی است خوراکی، که به‌طور طبیعی در بسیاری از میوه ها، و ضمن پخت‌وپز در بسیاری از مواد غذایی به وجود می‌آید همچنین این رنگ از کاراملی‌زاسیون شکر نیز به دست می‌آید.
این ماده ابتدا مایع بوده و کم کم سفت می‌شود. این رنگ آشنا و چشم‌نواز، در غلظت‌های مختلف، رنگ‌های زرد روشن تا قهوه‌ای تیره را ایجاد می‌کند.
از کارامل خشک در مخلوط‌های خشک استفاده می‌شود. بیشترین مقدار کارامل در تهیه نوشابه‌های کافی‌کولا و محصولات نانوائی مصرف می‌شود
رنگ خوراکی کارامل، مصارف گسترده در صنایع غذایی و دارویی دارد که از آن جمله اند:

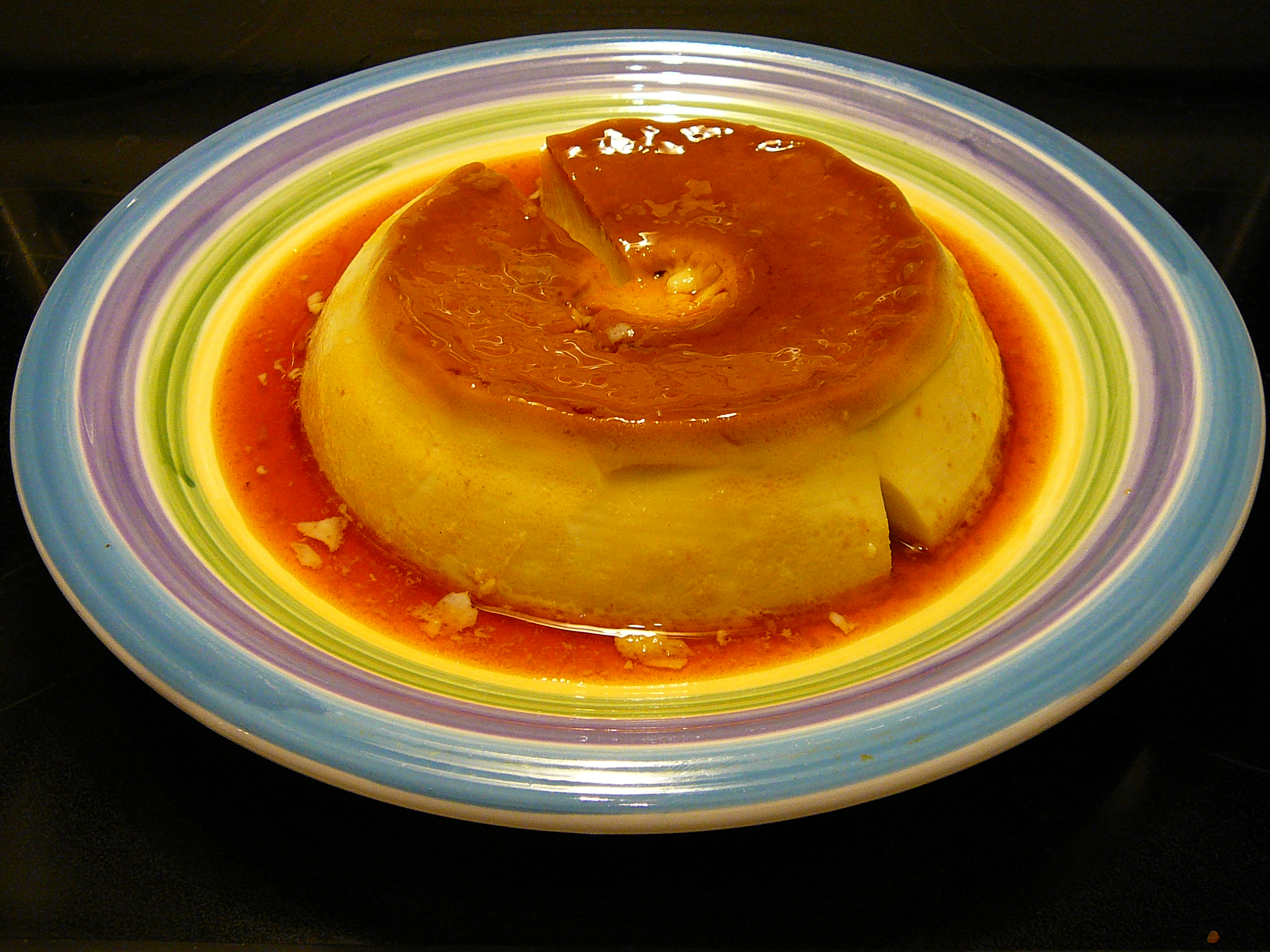

- نوشابه‌سازی (کوکا کولا)
- سرکه سازی
- تولید ماءالشعیر
- تولید نان و شیرینی
- کیک کارامل
- تولید فراورده‌های گوشتی
- تولید انواع سُس
- انواع نوشیدنی های انرژی زا
- تزئین کیک و بستنی و نوشیدنی
- کافی شاپ

## منبع
- مشارکت‌کنندگان ویکی‌پدیا. «Caramel». در دانشنامهٔ ویکی‌پدیای انگلیسی، بازبینی‌شده در ۲۷ فوریه ۲۰۱۴.